# Erősáramú
Az erősáramú jelzőt az elektromos áram munkavégzési és energiaátviteli felhasználási területének megjelölésére használjuk, a gyengeáramú szakterülettől való megkülönböztetés céljára.
Az erősáramú berendezések az élettanilag emberre veszélyes ("életveszélyes") feszültség- és áramtartományban, jellemzően 50 V-nál nagyobb feszültségen működnek, ellentétben a gyengeáramú berendezésekkel, amelyek jellemzően, de nem kizárólagosan az élettanilag veszélytelenebb, 0-50 V-os, és milliamper (mA) áramtartományban működnek